# جاري جرايفر
جاري جرايفر (بالإنجليزية: Gary Graver)‏ (و. 1938 – 2006 م) هو مخرج أفلام، ومصور سينمائي، ومصور، ومنتج أفلام، ومونتير أمريكي، ولد في بورتلاند، أوريغون، توفي في رانتشو ميراج، ريفيرسيدي، كاليفورنيا، عن عمر يناهز 68 عاماً، بسبب سرطان.

## التعليم
تعلم في ثانوية غرانت ‏
.

## جوائز
حصل على جوائز منها:

عضو قاعة مشاهير مجلة أخبار أفلام البالغين ‏

## وصلات خارجية
- جاري جرايفر على موقع IMDb (الإنجليزية)
- جاري جرايفر على موقع ألو سيني (الفرنسية)
- جاري جرايفر على موقع تيرنر كلاسيك موفيز (الإنجليزية)
- جاري جرايفر على موقع أول موفي (الإنجليزية)
- جاري جرايفر على موقع قاعدة بيانات الأفلام السويدية (السويدية)
- جاري جرايفر على موقع قاعدة بيانات الفيلم (الإنجليزية)
- جاري جرايفر على موقع كينوبويسك (الروسية)